# Georg August Ebell
Georg August Ebell (* 16. August 1745 in Hannover; † 7. April 1824 in Hoya) war ein deutscher Jurist, Postdirektor und Privatgelehrter.

## Leben
Georg August Ebell war einer der Söhne des Abts von Kloster Loccum Georg Wilhelm Ebell. Nach dem Besuch der Klosterschule Ilfeld immatrikulierte er sich im Oktober 1764 zum Studium der Rechtswissenschaften an der Universität Göttingen. Im Studium freundete er sich mit dem ebenfalls zu dieser Zeit in Göttingen studierenden Georg Christoph Lichtenberg an und blieb ihm in lebenslanger Korrespondenz verbunden. Lichtenberg benannte diesen Freundeskreis hannoverscher Beamten, dem auch Johann Andreas Schernhagen (1722–1785), Ernst Ludwig Partz (1725–1800) und Johann Daniel Ramberg angehörten, als „Kleeblatt“. Nach Beendigung des Studiums trat er in den hannoverschen Staatsdienst ein und wurde Hof- und Kanzleirat in Hannover. Von 1798 bis 1817 war er Oberpostmeister der Hannoverschen Post in Bremen. Mit Eintritt in den Ruhestand lebte er in Hoya.

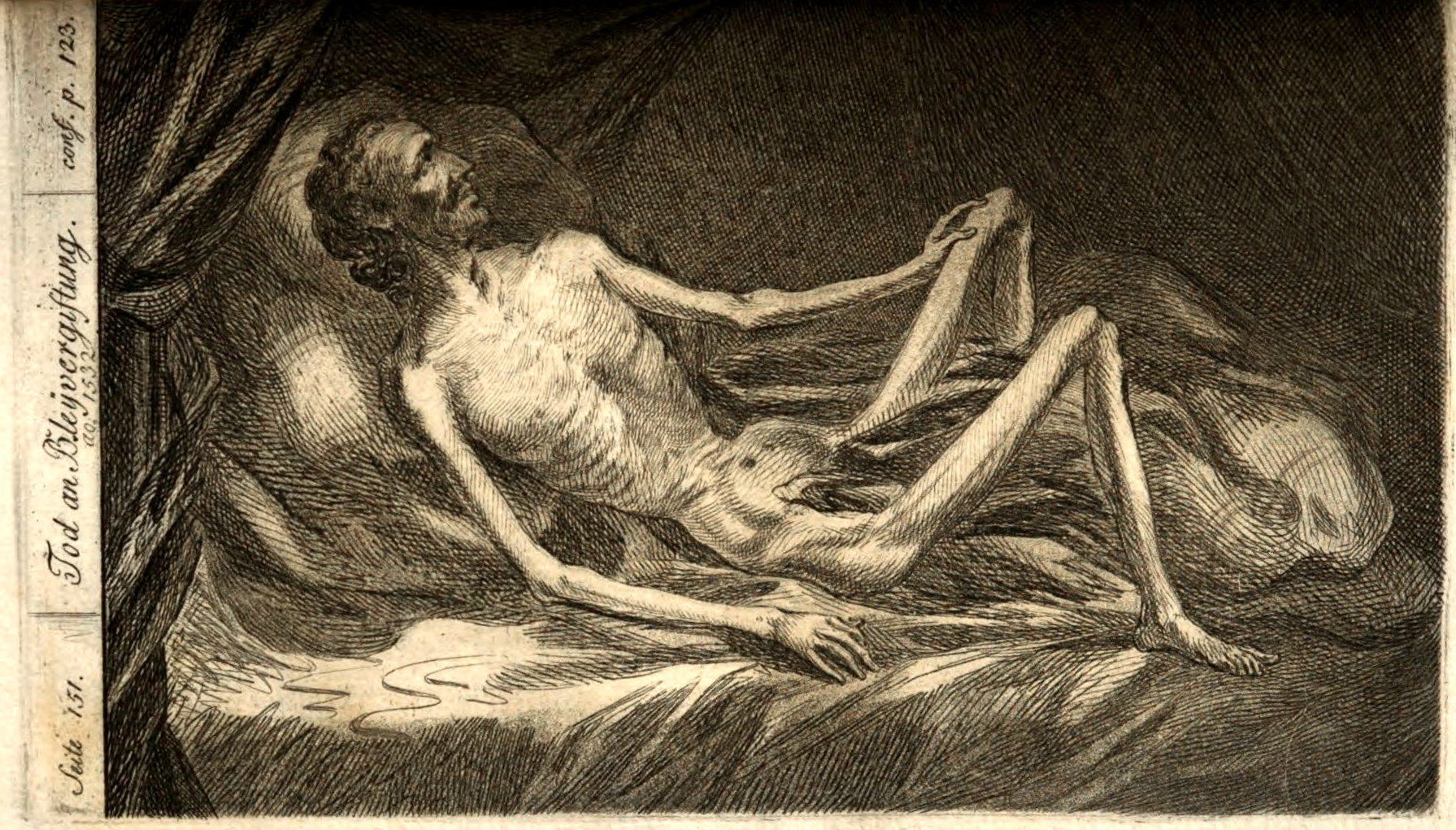
Für Ebel erneut gestochene Ansicht des 1532 in Brix wohl an Bleivergiftung gestorbenen „Hans Barwierer“';
Kupferstich nach dem Brixer Maler Joachim Moler aus Johann Friedrich Henckels Traktat von 1745 Von der Bergsucht ...

Ebells Interessen als privatgelehrter Autor rankten sich zumeist um Gesundheitsthemen der Zeit. Seine Schrift zur Bleivergiftung wurde 1825 ein zweites Mal aufgelegt. Ein Nachweis seiner zahlreichen Aufsätze in Zeitschriften findet sich bei Rotermund. Die Korrespondenzen mit Lichtenberg in den verschiedenen Lichtenberg-Editionen.

## Schriften
- Die Bleyglasur des irdnen Küchengeschirrs als wahrscheinlich eine der Hauptquellen unsrer herschenden Krankheiten und eine Mitursache der Abnahme der Kräfte jetziger Generationen. Aus Gerichtlichen Urkunden und andern Beweißmitteln betrachtet, Hannover: in Commission der Hahnschen Buchhandlung, 1793; Digitalisat der Eberhard Karls Universität Tübingen
- Die Bleyglasur des irdenen Küchengeschirrs als eine unerkannte Hauptquelle vieler unserer Krankheiten und Mitursache der Abnahme körperlicher Kräfte der Menschen; aus gerichtlichen Urkunden und anderen Beweismitteln betrachtet, Hahnsche Buchhandlung in Commission, Hannover 1794; Digitalisat der Bayerischen Staatsbibliothek